# Asserien (Adelsgeschlecht)
Asserien, auch Asserie(n), Asserigen oder Aasserien, ist der Name eines erloschenen estländischen Adelsgeschlechts.

## Geschichte
Die Familie ist seit dem ausgehenden 14. Jahrhundert in Estland urkundlich belegt und wird den mit der deutsch-dänischen Aufsegelung ins Land gekommenen deutschen Geschlechtern zugerechnet. Ihren Namen entlehnten die Asserien ihrem Stammgut Aseri. Noch im 16. Jahrhundert verfügten die Asserien über umfassende Ländereien. So waren sie zu Padagas (1505), Kondes (1542), Tolx, Mayers und Coal (1542), Soyell (1557), Pastifer (1522), Herjope (1537) und Harmel (1547) grundgesessen. Arndt Asserien auf Tolckes, der 1556 urkundlich genannt wurde, beschließt den Mannesstamm, während die 1559 urkundlich genannte Priorin im Kloster Reval, Magdalena Asserien als letzte ihres Geschlechts gilt.

## Wappen

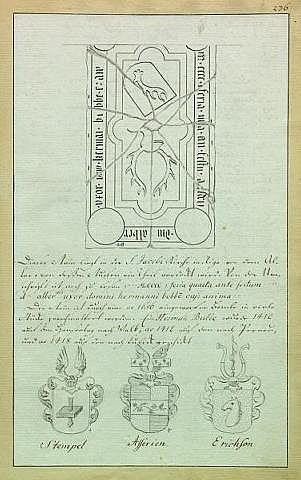
Wappen Asserien (unten Mitte), Sammlung Brotze

Das Wappen zeigt im von Blau und Gold gevierten Schild einen damaszierten Balken.
Die rankenartig-florale Damaszierung des Balkens wurde offenbar auch als drei Blumen missverstanden und entsprechend dargestellt, was einem früher belegten Wappenbild, drei Rosenblüten (2:1 gestellt), für das 14. Jahrhundert, 1319 fortfolgend, nahekommt.

## Angehörige
- Hans Asserien, 1476 Beisitzer des Vogtes von Wesenberg
- Hans Asserien, auf Kandel, 1476 Beisitzer des Mannrichters in Wierland
- Hans Asserien, 1548 Mannrichter in Wierland
- Magdalena Asserien, 1559 Priorin im Kloster Reval
- Arendt Arentsson von Asserien zu Höbbede/Höbeda und Riesenberge († 1584), ⚭ Dorotea Diedriksdotter von Fahrensbach a.d.H. Heimar[2]
  - Dorotea Asserien († nach 1619), Mutter des Johann von Hastfer a.d.H. Kattentack, Hauptmann der estländischen Ritterschaft 1647–1650[3]